# Bereguardo

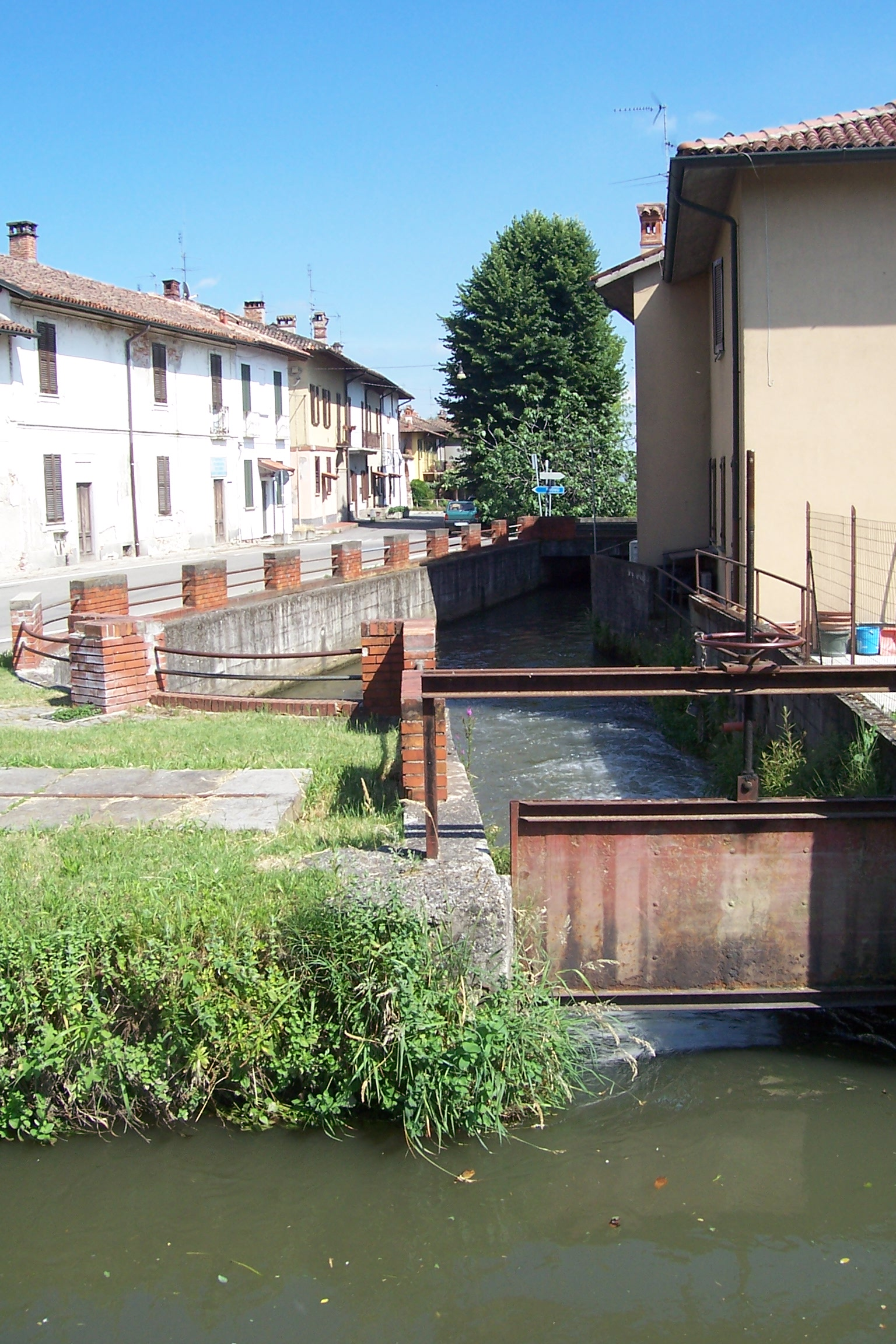
Kleiner Kanal in Bereguardo

Bereguardo ist eine norditalienische Gemeinde (comune) mit 2880 Einwohnern (Stand 31. Dezember 2023) in der Provinz Pavia in der Lombardei. Die Gemeinde liegt etwa 14 Kilometer nordwestlich von Pavia und grenzt unmittelbar an die Metropolitanstadt Mailand. Bereguardo ist Teil des Parco naturale lombardo della Valle del Ticino. Der Ticino bildet die südwestliche Gemeindegrenze.

## Persönlichkeiten
- Virgilio Noè (1922–2011), Kurienkardinal, im Ortsteil Zelata geboren

## Verkehr
Im Gemeindegebiet befindet sich das Autobahndreieck von Autostrada A7 (Mailand-Genua) und Autostrada A53 (Stadtzubringer Pavia). Durch die Gemeinde führt ferner die Staatsstraße 526 von Magenta nach Pavia.